# Episodi di Art of Crime (seconda stagione)
La seconda stagione della serie televisiva Art of Crime, composta da 6 episodi, è stata trasmessa in Francia su France 2 dal 23 novembre al 7 dicembre 2018. In Italia, la stagione è andata in onda su Fox Crime dal 31 gennaio al 14 febbraio 2019.
| nº | Titolo originale     | Titolo italiano        | Prima TV Francia | Prima TV Italia  |
| -- | -------------------- | ---------------------- | ---------------- | ---------------- |
| 1  | Une ombre au tableau | Un'ombra nel dipinto   | 23 novembre 2018 | 31 gennaio 2019  |
| 2  | Une ombre au tableau | Un'ombra nel dipinto   | 23 novembre 2018 | 31 gennaio 2019  |
| 3  | Un homme blessé      | Ricordi pericolosi     | 30 novembre 2018 | 7 febbraio 2019  |
| 4  | Un homme blessé      | Ricordi pericolosi     | 30 novembre 2018 | 7 febbraio 2019  |
| 5  | Le peintre du diable | Il pittore del diavolo | 7 dicembre 2018  | 14 febbraio 2019 |
| 6  | Le peintre du diable | Il pittore del diavolo | 7 dicembre 2018  | 14 febbraio 2019 |

## Un'ombra nel peccato
- Titolo originale: Une ombre au tableau
- Diretto da: Chris Briant

### Trama
Antoine e Florence indagano sul furto di una copia di un dipinto di Claude Monet nonché l'omicidio del proprietario.

## Ricordi pericolosi
- Titolo originale: Un homme blessé
- Diretto da: Elsa Bennett e Hippolyte Dard

### Trama
Antoine e Florence indaga su un omicidio che c'entra con un dipinto di Courbet.

## Il pittore del diavolo
- Titolo originale: Le peintre du diable
- Diretto da: Chris Briant

### Trama
Antoine e Florence indagano sull'omicidio di un seminarista avvenuto nel cortile del Louvre, scoprono che la vittima indossava un tatuaggio ispirato alle opere di Hieronymus Bosch.